# خای پاینوس
خای پاینوس (انگلیسی: Javi Paños؛ زادهٔ ۲۱ مارس ۱۹۹۱) بازیکن فوتبال اهل اسپانیا است.
از باشگاه‌هایی که در آن بازی کرده‌است می‌توان به باشگاه فوتبال الچه اشاره کرد.